# Народно-демократическая партия Молдовы
Народно-Демократи́ческая па́ртия Молдо́вы (рум. Partidul Popular Democrat din Moldova) — политическая партия в Республике Молдова.

## История
10 декабря 2005 года состоялся учредительный съезд Гуманистической партии Молдовы (ГПМ). Представители гражданского общества — юристы, экономисты, врачи, инженеры, свободные крестьяне, пожилые и молодые, местные и представители национальных меньшинств, христиане и представители иных конфессий, будучи беспокойны из-за экономической депрессией и нищетой, из-за разрыва, появившегося между очень богатыми и бедными людьми, из-за чрезмерной миграции населения за границу, из-за развала семей и опасности, в которой находится генофонд страны, из-за кризиса человеческого и национального достоинства, из-за склада ума и морали, из-за социального страха, сформировали Гуманистическую партию Молдовы (ГУМ), зарегистрированную Министерством юстиции Республики Молдова 14 февраля 2006 года с номером 34.

## Результаты на выборах
На всеобщих местных выборах 2007 года Гуманистическая Партия Молдовы участвовала самостоятельно.
- Муниципальные и районные советы — 1,36 % голосов и 5 мандатов
- Городские и сельские советы — 0,63 % голосов и 40 мандатов
- 1 кандидат партии стал примаром

На парламентских выборах 2010 года Гуманистическая Партия Молдовы набрала 0,90 % голосов избирателей или 15 494 голосов, не преодолев избирательный порог в 4 %
На всеобщих местных выборах 2011 года Народно-демократическая партия Молдовы участвовала самостоятельно.
- Муниципальные и районные советы — 0,23 % голосов
- Городские и сельские советы — 0,23 % голосов и 5 мандатов